# Klingelmühle
Klingelmühle ist ein Ortsteil der Gemeinde Seubersdorf in der Oberpfalz im Oberpfälzer Landkreis Neumarkt. Der Ort hatte im Dezember 2024 9 Einwohner.

## Geographie
Die Einöde liegt etwa 3,6 Kilometer nördlich von Seubersdorf und etwa 700 Meter östlich von Waldhausen am Waldhauser Bach.

## Geschichte
Laut der Pfarr- und Filialbeschreibung der Pfarrei Waldhausen aus dem Jahr 1593 musste ein Stephan Klinger auf der Geythelmühl, dem früheren Namen der Klingelmühle „aus 1 Acker 12 Pfennig“ Zehentabgabe leisten.
Die Klingelmühle vermachte der unverheiratet gebliebene Leonhard Plank gemäß „Schenkungsbrief ad 1200 fl“ vom 8. Mai 1813 „mit allen Zugehörungen zu Dorf und zu Feld nebst der hierauf ruhenden realen Mühlensgerechtigkeit“ dem 30-jährigen Bauernsohn Johann Stiegler aus Mantlach. Der spätere Besitzer Georg Knipfer wollte um 1850 zur Mühle auch eine Sägewerk betreiben. Benachbarte Mühlenbesitzer, die bereits ein Sägewerk hatten, lehnten dies ab, hatten jedoch mit ihren Einwänden keinen Erfolg, weil der Klingelmüller eine Bestätigung der damaligen Gemeinde Batzhausen vorweisen konnte. Hierin wurde ein Sägewerk als wünschenswert erachtet. Von Batzhausen sei es ein weiter Weg zu den anderen Sägebetrieben und das gefällte Holz müsse sonst mit großem Zeitaufwand auf den schlechten Straßen transportiert werden, so die damalige Begründung. So konnte Georg Knipfer am 23. Januar 1849 seine Schneidsäge eröffnen. Die Klingelmühle existierte bis nach dem Zweiten Weltkrieg als Mahlmühle.
Ab dem Jahr 1830 gehörte die Klingelmühle zur Gemeinde Batzhausen und wurde am 1. Mai 1978 zusammen mit Batzhausen nach Seubersdorf eingemeindet.